# Selma (Oregon)
Selma az Amerikai Egyesült Államok északnyugati részén, Oregon állam Josephine megyéjében elhelyezkedő statisztikai település. A 2020. évi népszámláláskor 661 lakosa volt.

## Népesség
A településnek 2010-ben 695, 2020-ban pedig 661 lakosa volt.